# کینگستون آن مری، استرالیای جنوبی
کینگستون آن مُری (به انگلیسی: Kingston On Murray) یک شهرک در استرالیا است که در استرالیای جنوبی واقع شده‌است.